# Hyundai New Power Truck
Der Hyundai New Power Truck wird seit Juni 2004 als Nachfolger der  mittelschweren Lkw Variante des Hyundai Super Truck  produziert. Seit 2006 wird der New Power Truck nur noch in 4x2 und 6x4 Varianten mit 8 bis 16 Tonnen Gesamtgewicht parallel zum Nachfolger Hyundai Trago auf dem Heimatmarkt angeboten. 

## Modellgeschichte
Der New Power Truck erschien im Juni 2004 als Faceliftmodell des Super Truck. Somit war er weiterhin mit den Antriebsformeln 4x2, 6x4 und 10x4 als Sattelzugmaschine, Fahrgestell für Aufbauten und Kipperfahrzeug erhältlich. Den Antrieb übernahm weiterhin der Common-Rail-Einspritzung Dieselmotor Hyundai Powertec mit  440 PS bei 1800/min.  mit nun Euro-3-Abgasnorm. Neben dem bekannten 6-Gang Schaltgetriebe gab es nun auch ein 10- und 16-Gang-Schaltgetriebe sowie das bekannte 12-Stufen-ZF-Astronic-Automatikgetriebe. Äußerlich wurde das Design geringfügig überarbeitet, während der Innenraum gleich blieb. Neu war eine doppelt wirkende Feststellbremse und eine elektronische Wegfahrsperre.
Im August 2005 erfolgten Verbesserungen im Innenraum mit neueren, hochwertigeren Gummi-Fußbodenbelag und größerer und flexibler Sonnenblenden. Die im Sommer schweißtreibende Stoff-Leder  Sitz- und Bettbezüge wurden durch neue Lederbezüge ersetzt.
Als Reaktion auf den Rückzug der Firmentochter Kia Motors aus dem Nutzfahrzeugbereich wurde eine preiswertere Variante mit dem Hyundai Direkteinspritzung Q-DOC-Dieselmotor mit 290 PS und Euro-3-Abgasnorm eingeführt.
Mit der Einführung des Hyundai Trago wurde die Produktion aller Varianten im November 2006 mit Ausnahme der 4x2- und 6x4-Modelle zwischen 8 und 16 Tonnen eingestellt. 2007 erhielt der New Power Truck neue Scheinwerfer, größeren Lufttank für die Bremsanlage sowie verbesserte Batterie Halterung und Abdeckung. Seit 2008 wird das Lenkrad und die Instrumententafel aus dem Trago verbaut, und wie bei diesem seit 2011 mit Digital-Anzeigen. Gleichzeitig ist seither USB-Anschluss und 12-V-Steckdose im Armaturenbrett serienmäßig verbaut.